# 杉村英孝
杉村英孝（日语：／ Sugimura Hidetaka，1982年3月1日—），日本男子硬地滚球运动员。他曾代表日本参加2012年、2016年和2020年夏季残疾人奥林匹克运动会硬地滚球比赛，获得一枚金牌、一枚银牌和一枚铜牌。